# Fredrik Kristian av Brandenburg-Bayreuth
Fredrik Kristian av Brandenburg-Bayreuth, tyska: Friedrich Christian von Brandenburg-Bayreuth, född 17 juli 1708 i Weferlingen nära Magdeburg, död 20 januari 1769 i Bayreuth, var regerande markgreve av Brandenburg-Bayreuth, generallöjtnant i de danska och preussiska arméerna samt även generalfälttygmästare i Tysk-romerska rikets armé.

## Biografi
Fredrik Kristian var yngste son till Kristian Henrik av Brandenburg-Kulmbach och dennes hustru Sophie Christiane av Wolfstein (1667–1737), dotter till greve Albrekt Fredrik av Wolfstein (1644–1693). Hans äldre bror Georg Fredrik Karl och dennes son Fredrik III föregick honom som regerande markgrevar av den frankiska linjen Kulmbach-Bayreuth av huset Hohenzollern.
Fredrik Kristian hade rykte om sig att vara en särling och sågs som släktens svarta får. Vid hans brorson Fredrik III:s död 1763 levde han tillbakadraget i Wandsbek nära Hamburg som generallöjtnant i danska armén och var oförberedd på att överta regeringen i Brandenburg-Bayreuth, då en äldre bror, Fredrik Ernst, setts som trolig arvinge men avlidit kort dessförinnan 1762.
Han var pietist och intresserade sig för måleri och musik. I unga år hade han från 1731 till 1741 sitt huvudsakliga residens i slottet i Neustadt an der Aisch, där hans två döttrar i äktenskapet med Viktoria Charlotte av Anhalt-Bernburg-Schaumburg-Hoym föddes. Han sköt ihjäl en ung jägare som påträffats i hans frus sovrum och kom därefter att fängslas på Plassenburg till dess att markgreve Fredrik III benådade honom. Hustrun hade under tiden lämnat honom och försvunnit, men Fredrik Kristian tog åter upp sitt residens i på Nya slottet i Neustadt, tillsammans med den överlevande dottern. Efter en konflikt med sin regerande brorsons mätress Wilhelmine Dorothee von der Marwitz lämnade han furstendömet och flyttade till Danmark, där hans syster Sofia Magdalena av Brandenburg-Kulmbach var drottning. Genom sin svåger Kristian VI av Danmark och Norge kunde Fredrik Kristian utnämnas till överste för ett regemente i Wandsbek och senare till fältmarskalk. Fram till 1758 behöll han rätten till residenset i Neustadt.
Efter att 1763 ha efterträtt brorsonen som regent i Bayreuth försökte han stabilisera furstendömets urusla finanser, genom att drastiskt skära ner på hovstaten. De flesta konstnärerna, bland dessa Carl von Gontard, kom istället att söka tjänst vid släktingen Fredrik den stores hov i Berlin. Nästan alla byggnadsarbeten på slott och parker avstannade, och Bayreuths blomstringsperiod som europeisk kulturstad var över.
Fredrik Kristian avled utan manliga efterkommande och i och med honom utslocknade Kulmbach-Bayreuth-grenen av huset Hohenzollern. Hans efterträdare blev istället markgreve Alexander av Brandenburg-Ansbach, som siste manlige ättling av den andra huvudgrenen för huset Hohenzollern i Franken, Brandenburg-Ansbach, och de två frankiska markgrevskapen förenades därmed i personalunion.

## Utmärkelser
Fredrik Kristian tilldelades 6 juni 1731 Elefantorden av kung Kristian VI. Dessutom var han från 1763 riddare av den preussiska Svarta örns orden samt riddare av den polska Vita örns orden.

## Familj
Fredrik Kristian gifte sig med Viktoria Charlotte av Anhalt-Bernburg-Schaumburg-Hoym (1715–1792), dotter till furst Viktor I Amadeus av Anhalt-Bernburg-Schaumburg-Hoym (1693–1772). Paret separerade 1739 men äktenskapet upplöstes formellt först 1764 efter att Fredrik Kristian tillträtt som regent. I äktenskapet föddes:
- Christiane Sophie Charlotte av Brandenburg-Bayreuth (1733–1757), gift 1757 med Ernst Fredrik III Karl av Sachsen-Hildburghausen (1727–1780)
- Sophie Magdalene (född och död 1737)